# Crinum belleymei
Crinum belleymei är en amaryllisväxtart som beskrevs av Hérincq. Crinum belleymei ingår i släktet Crinum, och familjen amaryllisväxter. Inga underarter finns listade i Catalogue of Life.